# Chen Shih-hsin
Chen Shih-Hsin (chinês tradicional: 陳詩欣; pinyin: Chén Shīxīn) é uma taekwondista taiwanesa vencedora da categoria até 49 kg dos Jogos Olímpicos de Verão de 2004. Essa foi a primeira medalha olímpica de ouro de Taipé Chinês.